# Robert Daundy
Robert Daundy (por volta de 1500 – 1558) de Ipswich, Suffolk, foi um político inglês e homem de negócios. Ele estava intimamente associado a outro empresário de Ipswich, Henry Tooley.
Ele era um rico comerciante de Ipswich, que foi eleito camareiro da cidade contra a sua vontade em 1521. Entre as acções que tomou sob este cargo, foi associado com a construção de um novo colégio para Ipswich e para a importação de bens diversos, incluindo sal e sebo. No final de 1537 Daundy envolveu-se numa disputa com o abade de Furness sobre a apreensão pelos homens do abade de vinhos pertencentes, por direito, a ele. Oliver Cromwell interveio para que a carga fosse devolvida ao seu virtuoso e legítimo proprietário, Daundy. Ele foi eleito Membro do Parlamento (MP) por Ipswich em 1539.